# Nekstijfheid
Nekstijfheid (meningisme of meningismus) is een medisch symptoom dat vaak aanwezig is in hersenvliesontsteking (nekkramp). In tegenstelling tot nekpijn veroorzaakt door pijnlijke spieren of gewrichten in de nekwervels is het niet mogelijk om het hoofd naar voren te bewegen en de kin op de borst te brengen als gevolg van de toegenomen spierspanning. Andere verschijnselen zijn het teken van Kernig en het teken van Brudzinski, die zich voordoen als de hersenvliezen op spanning worden gebracht door bepaalde bewegingen van de benen.